# Lunaceps falcinellus
Lunaceps falcinellus är en insektsart som beskrevs av Günter Timmermann 1954. Lunaceps falcinellus ingår i släktet månlöss, och familjen fjäderlöss. Arten är reproducerande i Sverige.